# Grand-Place de Béthune
Pour les articles homonymes, voir Grand-Place (homonymie).
La Grand-Place est historiquement la place principale de la commune française de Béthune, dans le département français du Pas-de-Calais en région Hauts-de-France.

## Historique

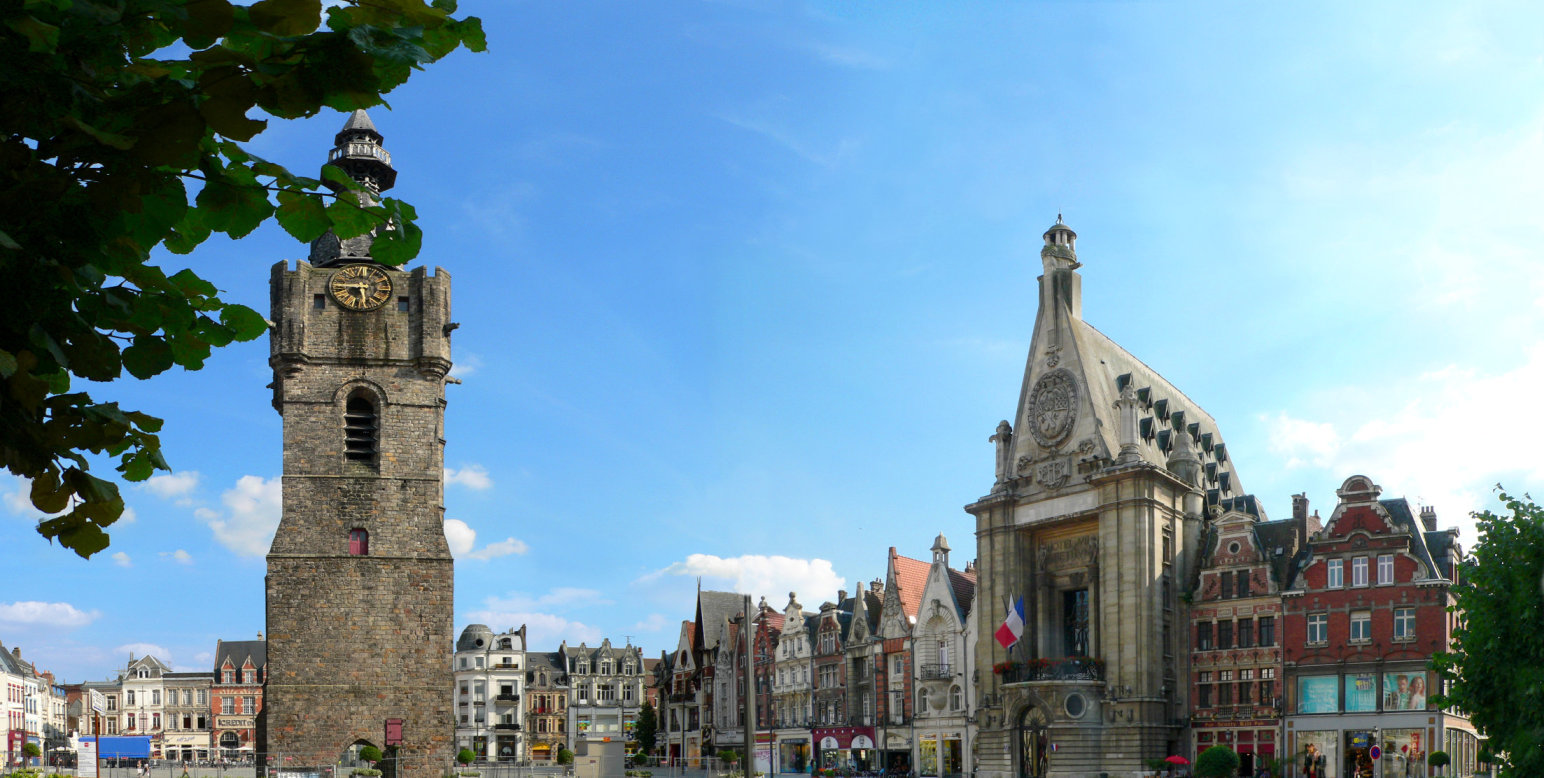
La Grand-Place

Elle accueillait au Moyen Âge une halle échevinale, qui jouait le même rôle et était située au même lieu, que l’actuel Hôtel de ville. Le beffroi a été érigé en 1346, près de la halle échevinale.
La place est en partie détruite durant la Première Guerre mondiale — le beffroi échappe aux bombardements. Elle est reconstruite entre 1920 et 1927 par un groupe d’architectes dirigé par Louis Marie Cordonnier, dans le goût de l’après-guerre ; l’architecture éclectique se mêle au néo-régionalisme et à l’Art déco.

## Illustrations

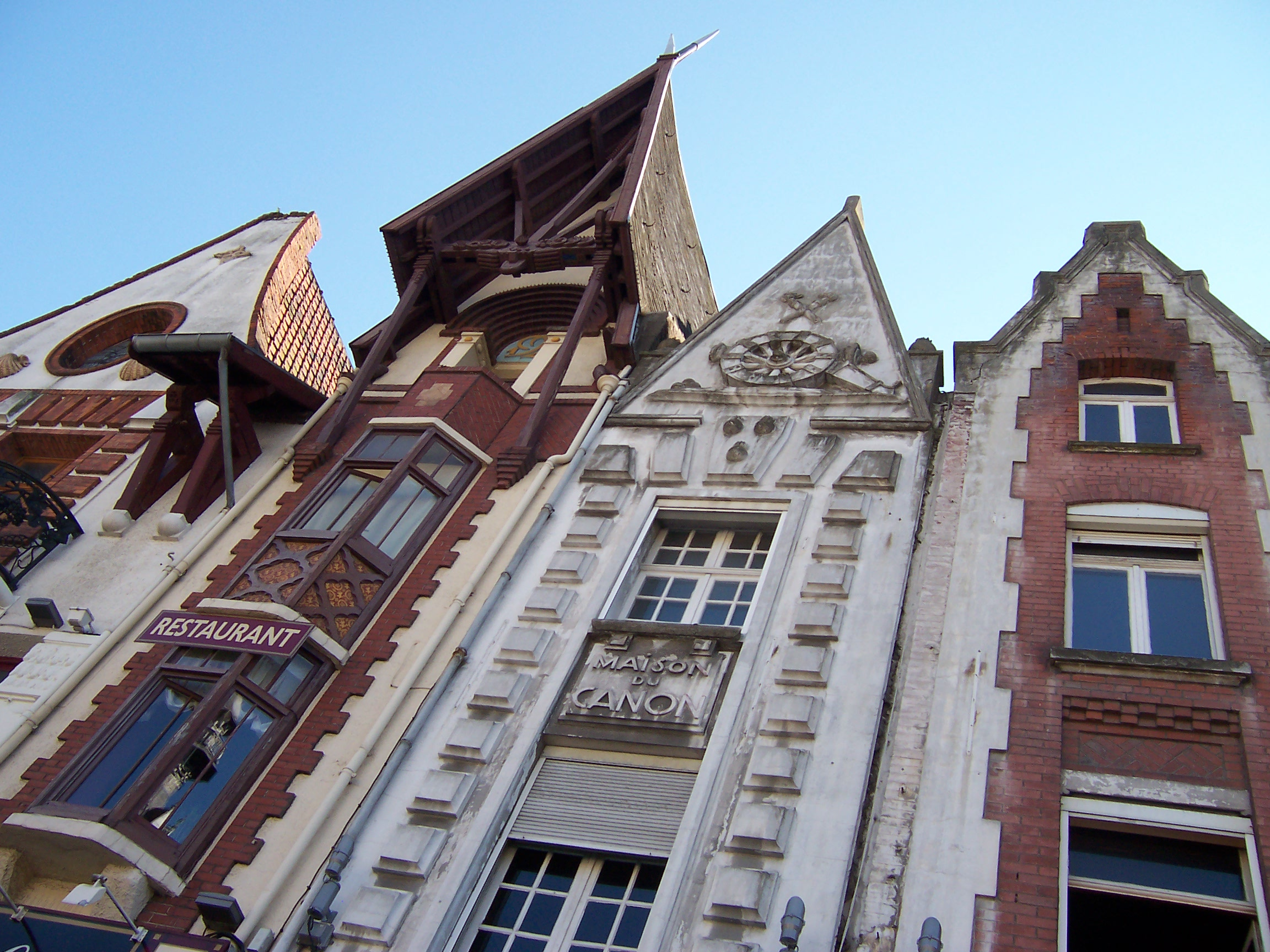
Façades de la Grand-Place
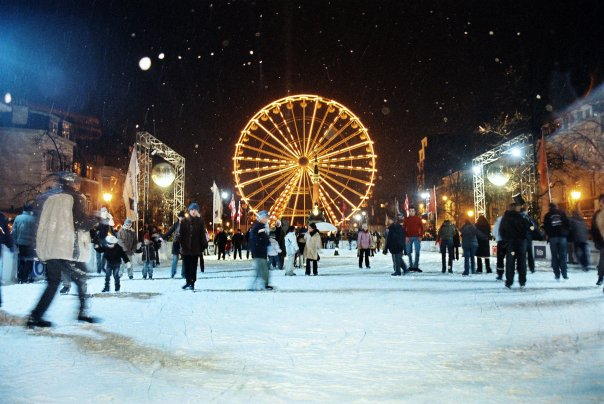
La Grand-Place à Noël
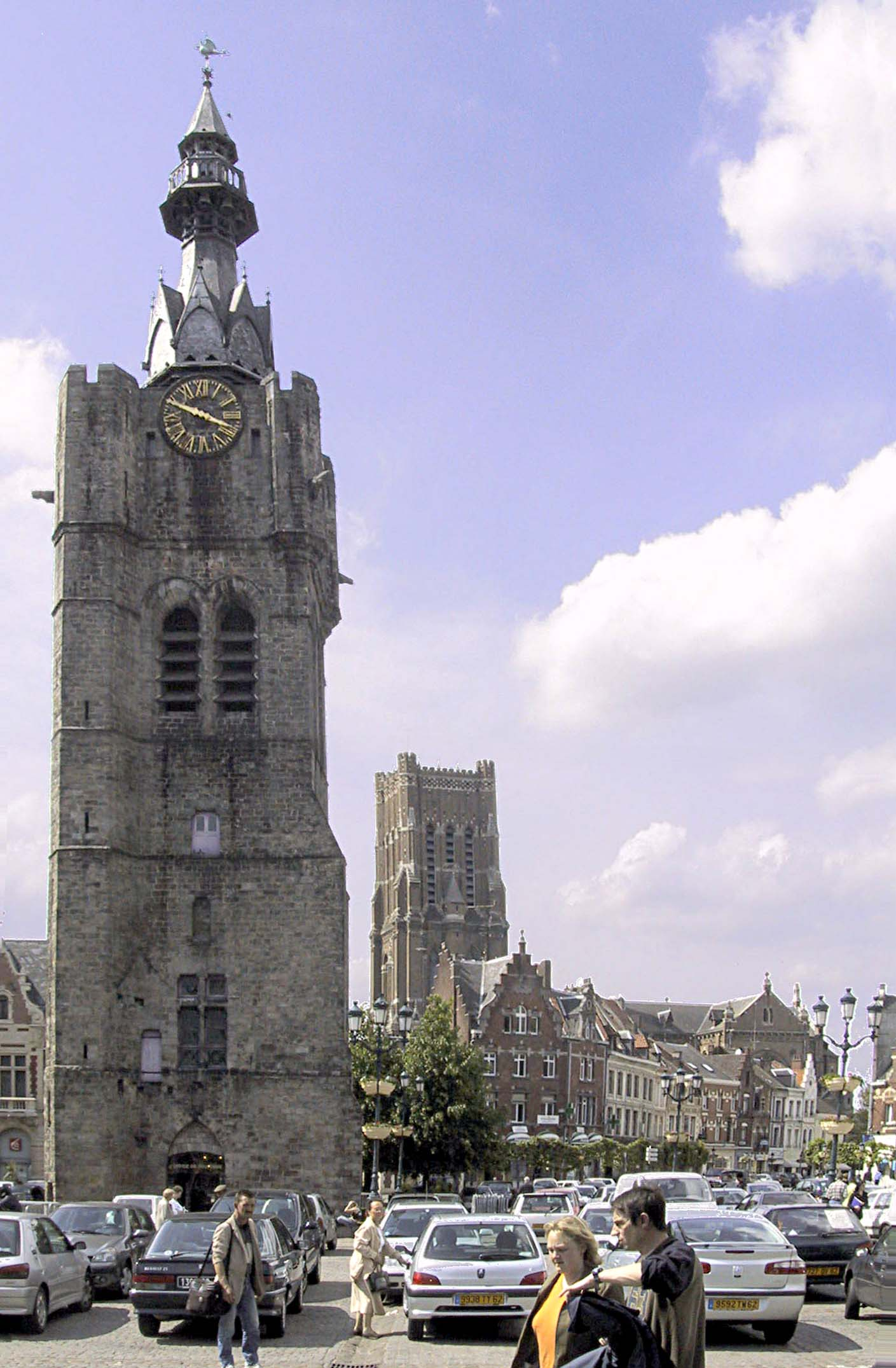
Le beffroi et Saint-Vaast depuis la Grand-Place
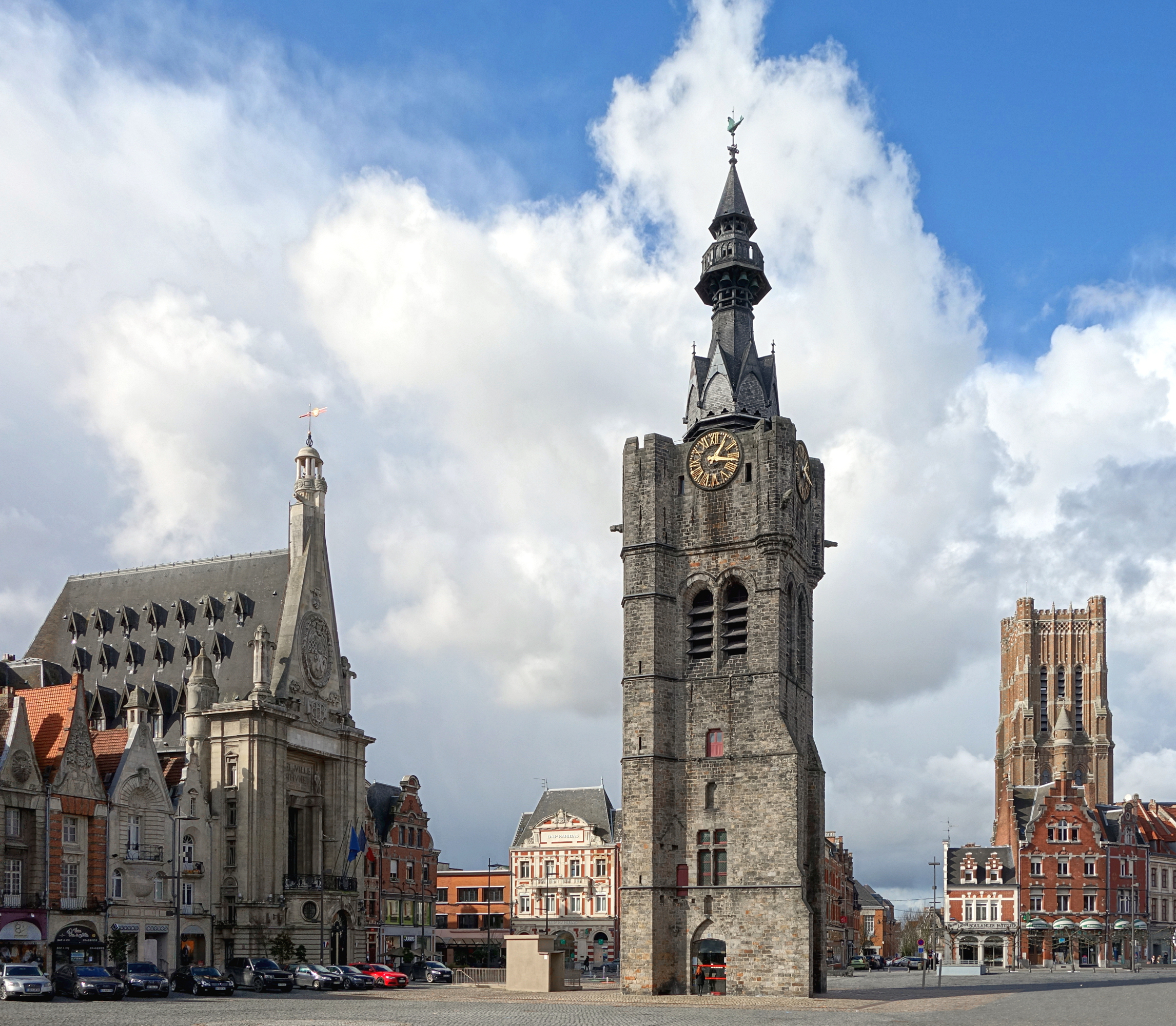
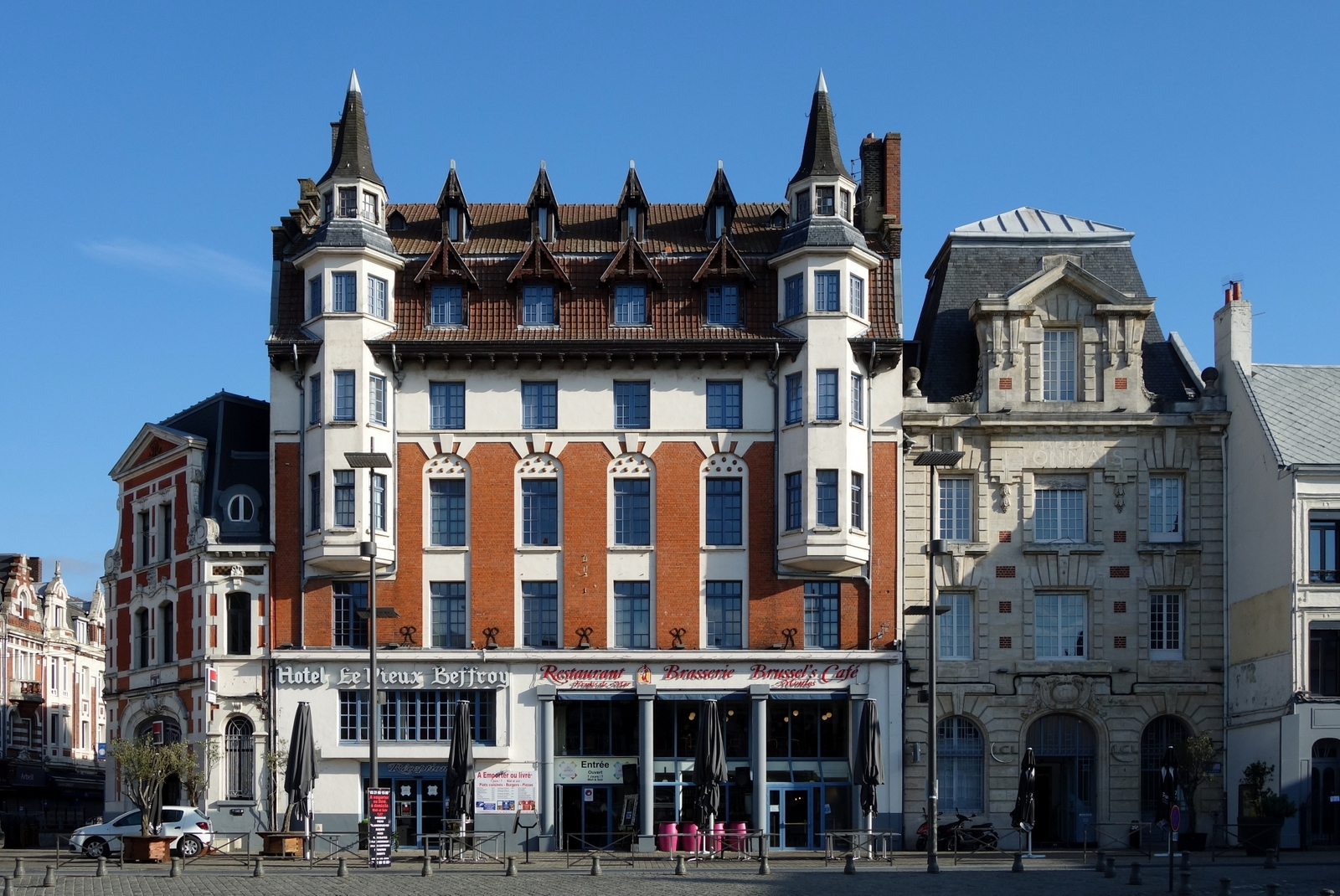
Immeubles de la Grand-place
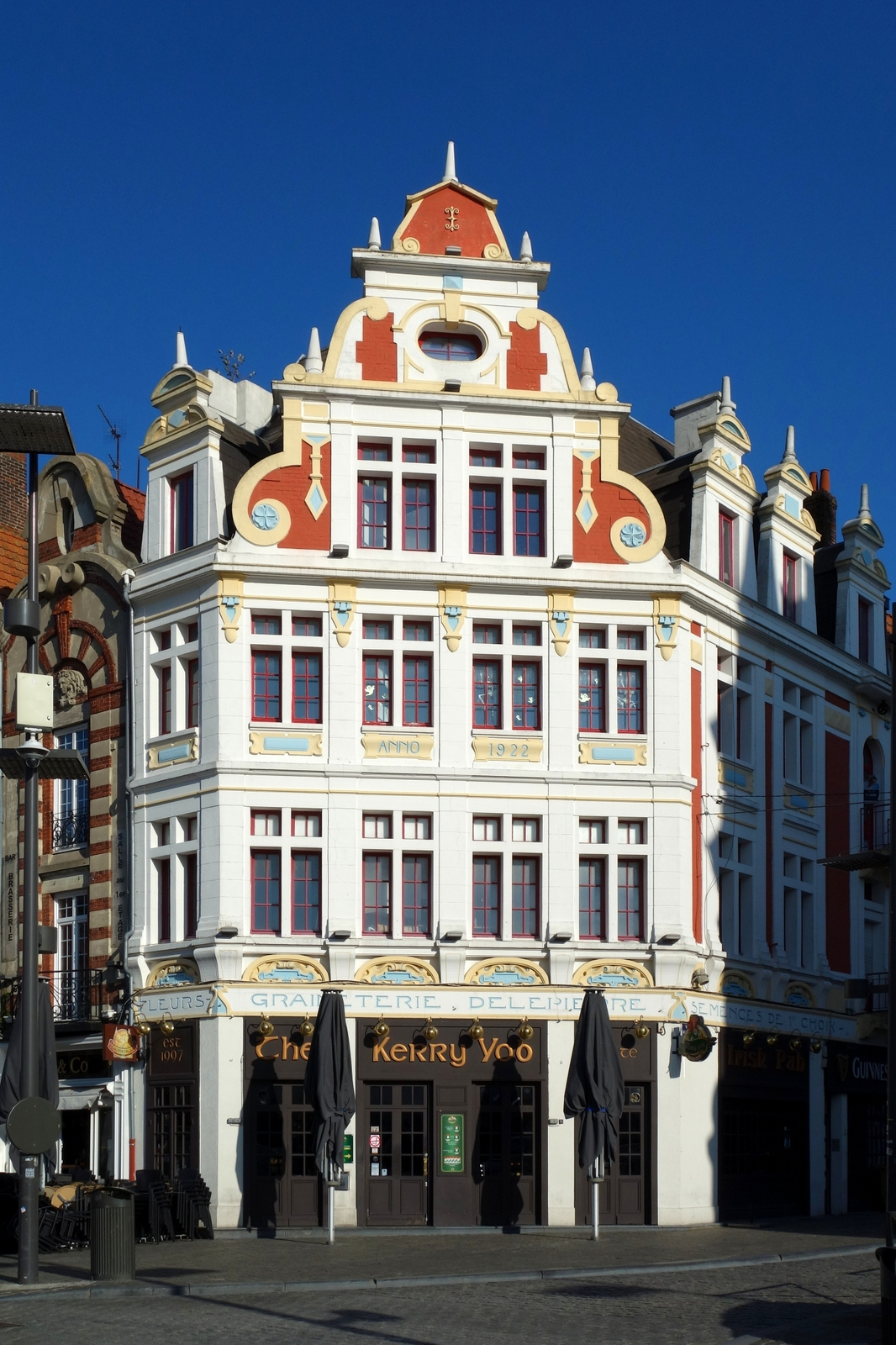
Maison sur la Grand-place